# Крачка Трюдо
Крачка Трюдо (Sterna trudeaui) — вид птиц семейства чайковых. Распространена в Аргентине, на юго-востоке Бразилии, в Чили, Парагвае и Уругвае, иногда регистрируется на Фолклендских островах. Вид был впервые описан американским натуралистом Одюбоном и назван в честь его друга доктора Джеймса де Берти Трюдо (1817—1887) из Луизианы, который и направил ему птиц, обнаруженных им в Great Egg Harbor Bay, Нью-Джерси, для описания.

## Описание
Длина тела до 41 см. У взрослых особей стройное тело и средних размеров голова. Ноги апельсиново-жёлтые. Крик представляет из себя быстрые повторяющиеся звуки «жи-жи-жи-жи» или грубое «жииир».